# Serres-Castet
Serres-Castet is een gemeente in het Franse departement Pyrénées-Atlantiques (regio Nouvelle-Aquitaine). De plaats maakt deel uit van het arrondissement Pau. Serres-Castet telde op 1 januari 2022 4.411 inwoners.

## Geografie
De oppervlakte van Serres-Castet bedroeg op 1 januari 2022 13,71 vierkante kilometer; de bevolkingsdichtheid was toen 321,7 inwoners per km².

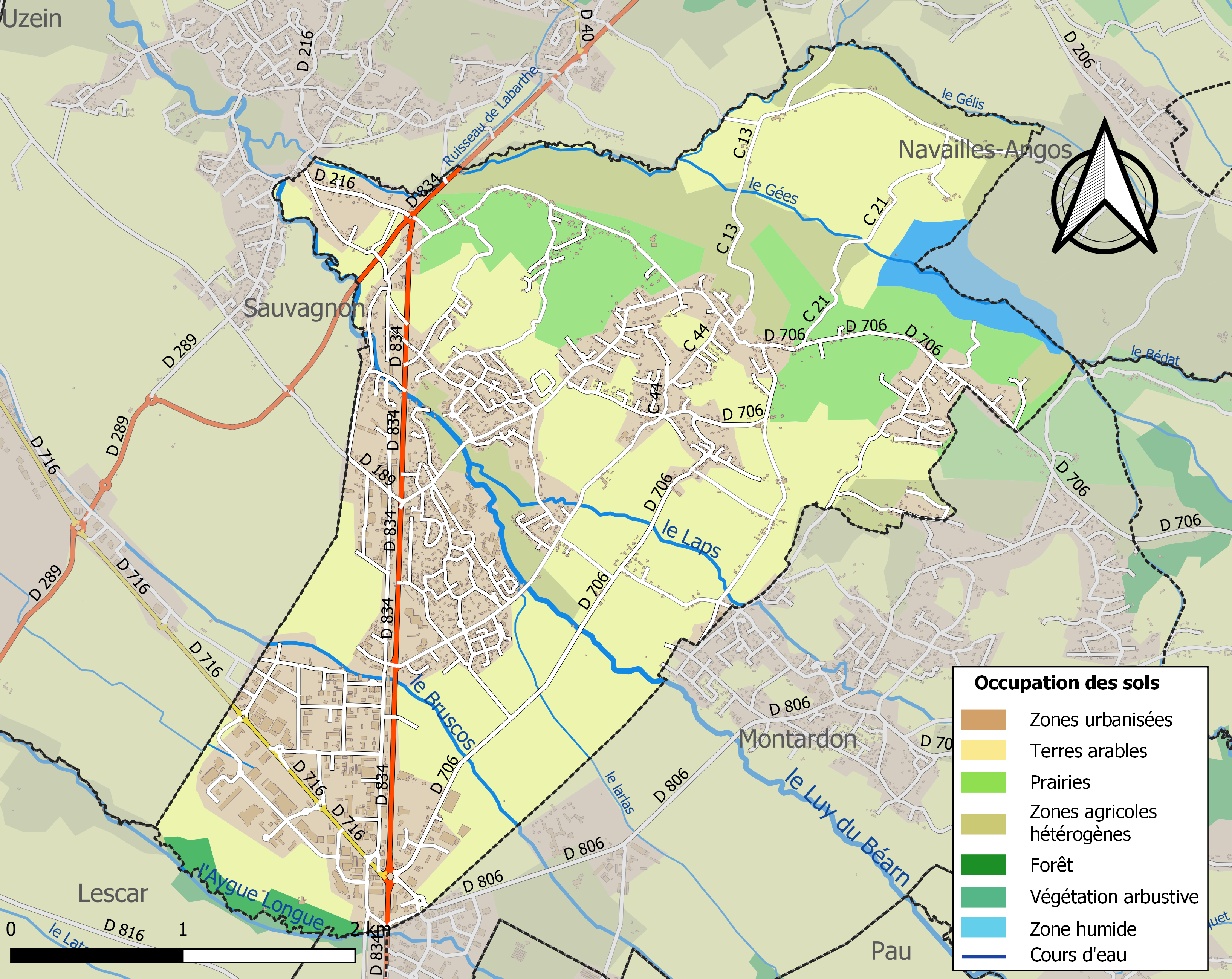
Kaart van de gemeente met de belangrijkste infrastructuur, bodemgebruik en omliggende gemeenten

## Demografie
Onderstaande figuur toont het verloop van het inwonertal (bron: INSEE-tellingen).